# 15 de enero
El 15 de enero es el 15.º (decimoquinto) día del año en el calendario gregoriano. Quedan 350 días para finalizar el año y 351 en los años bisiestos.

## Acontecimientos
- 588 a. C.: Nabucodonosor II de Babilonia sitia Jerusalén bajo el reinado de Sedequías. El sitio durará dos años, hasta el 18 de julio del 586 a. C.
- 69: Otón toma el poder en Roma, proclamándose emperador de Roma, pero se suicida tres meses después.
- 1362 (sábado): primer día de la tormenta en el Mar del Norte (segunda inundación del Día de San Marcelo), que en tres días arrasa con los Países Bajos, Inglaterra y el norte de Alemania, causando entre 40 000 y 100 000 muertes.
- 1526: de La Coruña zarpa una expedición marítima al mando de Diego García de Moguer, que será la que descubra río de la Plata (en la actual Argentina y Uruguay).
- 1543: en El Salvador se funda la aldea de Apopa.
- 1559: en la Abadía de Westminster, Owen Oglethorpe (obispo de Carlisle) —en lugar del Arzobispo de Canterbury— corona a Isabel I como reina de Inglaterra e Irlanda.
- 1582: Rusia cede Livonia y Estonia a Polonia.
- 1724: en España, Luis I es proclamado rey.
- 1759: en Londres se abre al público el Museo Británico, el mayor museo del Reino Unido.
- 1777: en la actual Vermont, Nueva Connecticut declara su independencia de los británicos.
- 1777: en la cuesta de Chataquilla (en la actual Bolivia) el líder quechua Tomás Katari (40) es asesinado por los españoles.
- 1782: en Estados Unidos, Robert Morris (superintendente de Finanzas) recomienda al congreso el establecimiento de una moneda nacional (con división decimal).
- 1790: en Francia se sustituyen las provincias por departamentos y se subdividen estos en distritos, cantones y municipios.
- 1798: en Madrid (España), Francisco de Goya comienza a pintar los frescos de la iglesia de San Antonio de la Florida.
- 1810: en Andalucía, José Bonaparte, al frente de un ejército de 80.000 hombres, llega a Sierra Morena para iniciar la ocupación de la región.
- 1811: en Colombia, se funda el municipio de Abejorral por el maestro José Antonio Villegas.
- 1822: en el marco de la Guerra de Independencia Griega, Demetrius Ypsilantis es elegido presidente de la asamblea legislativa.
- 1831: en México, es aprehendido sorpresivamente el presidente Vicente Guerrero y sus colaboradores en la Playa Tlacopanocha de Acapulco, a bordo del bergantín Colombo del mercenario genovés Francisco Picaluga, por indicaciones del vicepresidente, Gral. Anastasio Bustamante.
- 1834: en España, Francisco Martínez de la Rosa es nombrado ministro de Estado y presidente del Consejo de Ministros.
- 1847: en México, Benito Juárez es iniciado, en un salón del Senado de la República habilitado como templo masónico, como aprendiz en la logia "Independencia Núm. 2", del Rito Nacional Mexicano.
- 1865: en el marco de la guerra civil estadounidense, la Confederación pierde Fort Fisher (en Carolina del Norte), su último puerto importante.
- 1870: en los Estados Unidos, una caricatura política de Thomas Nast (en el Harper's Weekly) simboliza por primera vez al Partido Demócrata como un burro: «Un estúpido burro patea a un león muerto».
- 1880: en Málaga se inaugura el Conservatorio Superior de Música.
- 1881: en el marco de la guerra del Pacífico, tiene lugar la Batalla de Miraflores entre las fuerzas del Ejército de Chile y el Ejército del Perú.
- 1885: en los Estados Unidos, Wilson Bentley toma la primera fotografía de un microscópico cristal de nieve.
- 1888: San pedro Claver fue canonizado por el papa León XIII. Su trabajo es reconocido por haber defendido a cientos de esclavos en Cartagena de Indias, Colombia.
- 1892: James Naismith publica las reglas del baloncesto.
- 1902: se estrena la ópera Till Eulenspiegel, de Emil von Reznicek.
- 1908: en los Estados Unidos se establece la hermandad femenina negra Alpha Kappa Alpha.
- 1910: en Madrid se estrena la ópera Colomba, con letra de Carlos Fernández Shaw y música de Amadeo Vives.
- 1912: en Rosario, Santa Fe, República Argentina, se funda el Club Atlético Argentino conocido como "Argentino de Rosario".
- 1916: el parlamento alemán acuerda reducir la edad tope para obreros empleados de 70 a 65 años.
- 1918: la huelga general de trabajadores se extiende a Budapest y Praga.
- 1919: en Berlín, las Freikorps torturan y asesinan a Rosa Luxemburgo y Karl Liebknecht, líderes del ala radical del Partido Socialdemócrata de Alemania durante la Primera Guerra Mundial y creadores del llamado Movimiento Espartaquista.
- 1919: en el centro de Boston (Estados Unidos) explota un tanque con melaza de 15 m de altura y 27 m de diámetro; dejando un saldo de 21 muertos y 150 heridos («Gran inundación de Melaza de Boston»).
- 1919: en Polonia, el pianista Ignace Paderewski se convierte en primer ministro.
- 1921: en el Congreso de Livorno se escinde el Partido Socialista Italiano y nace el Partido Comunista Italiano.
- 1925: en Alemania, varios ministros nacionalsocialistas entran a formar parte del gobierno.
- 1931: en Alemania existen casi 5 millones de parados, según las últimas cifras.
- 1931: en México se produce un fuerte terremoto.
- 1932: en Madrid, Niceto Alcalá-Zamora, presidente de la República, inaugura el primer edificio de la Ciudad Universitaria: la Facultad de Filosofía y Letras.
- 1933: en España, la violencia política causa casi 100 muertes.
- 1934: en Nepal sucede un terremoto con epicentro a 10 km al sur del Everest (el monte más alto del mundo). Deja un saldo de unos 10 500 muertos en este país y en el estado indio de Bijar.
- 1934: en Italia se promulga una ley acerca de la formación de corporaciones.
- 1936: se firma en España el pacto electoral del Frente popular, por el que republicanos, socialistas y comunistas se unifican en un único partido que será elegido ese mismo año.
- 1936: en Toledo (Ohio), la empresa Owens-Illinois Glass Company inaugura su sede: el primer edificio completamente cubierto de vidrio.
- 1938: en el marco de la guerra civil española, Barcelona es bombardeada.
- 1939: En el marco de la guerra civil española, el ejército sublevado toma las ciudades de Tarragona, Reus y Tárrega en su camino a Barcelona. El debilitado ejército republicano se repliega junto a una masa de refugiados hacia la frontera francesa.
- 1941: en Roma, Alfonso XIII abdica de sus derechos al trono español en su hijo Juan, conde de Barcelona.
- 1943: en el marco de la Segunda Guerra Mundial, las fuerzas militares japonesas son desalojadas de Guadalcanal.
- 1943: en el marco de la Segunda Guerra Mundial, en Vorónezh comienza la contraofensiva soviética (Batalla de Vorónezh).
- 1943: en Arlington (Virginia) se inaugura el edificio de oficinas más grande del mundo: el Pentágono.
- 1944: la ciudad de San Juan (Argentina) es destruida por un terremoto.
- 1944: la European Advisory Commission decide dividir Alemania en zonas de ocupación cuando acabe guerra (lo que sucederá en 1945).
- 1945: en El Salvador, el general Salvador Castaneda Castro es elegido presidente.
- 1945: se restablecen las vías de comunicación entre China e India.
- 1947: en el parque Leimert de Los Ángeles (California) una transeúnte halla el cadáver torturado de Elizabeth Short (La Dalia Negra).
- 1948: el gobierno de Perú suspende las garantías individuales para combatir el acaparamiento de artículos de primera necesidad.
- 1950: Suecia establece relaciones diplomáticas con China.
- 1951: las fuerzas de la ONU consiguen detener la ofensiva comunista en Corea.
- 1951: en Alemania Occidental, Ilse Koch (la Perra de Buchenwald), esposa del comandante del campo de concentración de Buchenwald es sentenciada a prisión perpetua.
- 1955: la Unión Soviética declara que está en disposición de transmitir a terceros países sus conocimientos acerca de la utilización pacífica de la energía atómica.
- 1962: se encuentra en el norte de Grecia el papiro de Derveni, el manuscrito más antiguo de Europa.
- 1962: Masacre de los chinos en Barlovento en Cuba.
- 1966: en Nigeria se registra el primer golpe de Estado, es derrocado Abubakar Tafawa Balewa.
- 1967: en los Estados Unidos se celebra el primer Super Bowl. Los Green Bay Packers derrotan 35 a 10 a los Kansas City Chiefs.
- 1969: la Unión Soviética lanza la misión Soyuz 5.
- 1970: en Nigeria, Biafra se rinde, después de 32 meses de lucha por su independencia.
- 1970: en Libia, Moammar Al Qadhafi se proclama primer ministro.
- 1973: en el marco de la guerra de Vietnam, progresan las negociaciones de paz. Richard Nixon anuncia la suspensión de las acciones ofensivas en Vietnam del Norte.
- 1974: el general Ernesto Geisel es elegido, indirectamente, presidente de Brasil.
- 1974: en los Estados Unidos los expertos que investigan el Escándalo Watergate descubren que una importante cinta magnetofónica ha sido manipulada.
- 1975: Portugal garantiza la independencia de Angola.
- 1976: en los Estados Unidos, es sentenciada a prisión perpetua Sara Jane Moore, quien infructuosamente intentó asesinar al presidente Gerald Ford.
- 1977: en Kälvesta (Suecia) mueren 22 personas en el choque entre dos aviones, el peor desastre aéreo de la historia de ese país.
- 1978: en Ecuador se aprueba una nueva Constitución.
- 1981: en Italia, las Brigadas Rojas liberan al juez Giovanni d’Urso después de 34 días de cautiverio.
- 1981: el papa Juan Pablo II recibe a una delegación de sindicato polaco Solidaridad en el Vaticano encabezada por Lech Wałęsa.
- 1983: los Países No Alineados piden unánimemente que Estados Unidos dialogue con Nicaragua y contribuya a buscar la paz en El Salvador.
- 1986: en Walt Disney World (Florida) se inaugura «Los mares vivientes» (The Living Seas) en el centro EPCOT.
- 1986: en los Estados Unidos se inauguran los servicios de televisión por cable HBO y Cinemax.
- 1990: se declara el estado de excepción en Nagorno Karabaj y otras partes de Azerbaiyán.
- 1990: la red telefónica de larga distancia AT&T sufre una falla de interruptores en cascada.
- 1991: expira la fecha límite de retiro de las tropas iraquíes de la ocupada Kuwait, abriendo paso a la operación Tormenta del desierto.
- 1991: en Arabia Saudí se despliegan fuerzas militares multinacionales para combatir a Sadam Huseín, lo que conducirá a la llamada guerra del Golfo.
- 1992: parte de la Comunidad Económica Europea (actual Unión Europea) reconoce a Croacia y Eslovenia, lo que supone el desmembramiento de Yugoslavia.
- 1993: en Sicilia, la policía arresta al capo de la mafia Salvatore Riina, la Bestia, que llevaba tres décadas fugitivo.
- 1996: Mario Vargas Llosa toma posesión del sillón «L» de la Real Academia Española.
- 1998: Croacia recupera el último territorio en manos de Serbia.
- 1999: en Racak (Kosovo), 45 albaneses son asesinados por fuerzas de seguridad yugoslavas.
- 1999: dos de las principales entidades bancarias españolas, el Banco Santander y el Banco Central Hispano, protagonizan la primera fusión en la era del euro.
- 2000: el serbio Željko Ražnatović, alias Arkan, aliado de Slobodan Milošević, muere en un tiroteo en el Hotel Intercontinental de Belgrado.
- 2001: comienza oficialmente el proyecto de Wikipedia.
- 2005: una intensa llamarada solar dispara rayos X al sistema solar.
- 2005: el satélite SMART-1 (de la ESA europea), orbitando alrededor de la Luna, descubre calcio, aluminio, sílice y otros elementos en la superficie de la Luna.
- 2006: Michelle Bachelet es elegida presidenta de Chile, siendo la primera mujer en ocupar este cargo en la historia del país.
- 2007: en Irak son ahorcados Barzan Ibrahim al-Tikriti (exjefe de inteligencia iraquí y medio hermano de Sadam Huseín) y Awad Hamed al-Bandar (exjuez de la Corte Revolucionaria).
- 2007: el cometa McNaught llega al perigeo después de haberse acercado al Sol.
- 2007: Rafael Correa toma posesión como presidente de Ecuador y empieza la llamada Revolución Ciudadana.
- 2008: nace la campaña Dr. King´s Tree con la plantación de un árbol en honor a Martin Luther King y sus métodos no violentos.
- 2009: Amerizaje de un avión Airbus 320 en el río Hudson, Nueva York, pilotado por Chesley Sullenberger.
- 2011: en Turquía, el Galatasaray Spor Kulübü reinaugura sus instalaciones.
- 2016: en Uagadugú, se produce un atentado terrorista en un hotel de lujo, se produce un saldo de 29 pérdidas humanas y 30 heridos. Las 2 organizaciones terroristas Al Qaeda del Magreb Islámico y Al Murabitun reivindican los atentados.
- 2020: Microsoft lanza la primera versión estable de Edge basada en Chromium.
- 2022: Se produce una erupción en el volcán Hunga Tonga la cual ocasionó un tsunami en Chile, Japón (Islas Amami y una zona costera que abarca desde Hokkaidō hasta Kyūshū y Okinawa), Perú, Tonga y la costa oeste de Estados Unidos y Canadá, la subida del nivel del mar en México (específicamente en estados como Baja California, Colima y Guerrero) así como alertas de tsunami en Fiyi, Nueva Zelanda, Samoa y los estados estadounidenses de Alaska y Hawái.[1][2][3][4][5]
- 2022: A raíz de la erupción en Tonga, En Perú, una embarcación de la marca Repsol sufre un derrame de 6 mill barriles de petróleo, debido a un oleaje anómalo, ocasionando el Derrame de petróleo en Ventanilla. Que causó mucho daño a las playas del distrito de Ventanilla, en Callao.
- 2023: El Vuelo 691 de Yeti Airlines operado por un ATR 72-500 se estrelló en la orilla del río Seti,Nepal, matando a 72 personas (4 tripulantes y 68 pasajeros).
- 2024: Ataques iraníes con misiles contra Irak, Siria y Pakistán.
- 2024: El líder supremo de Corea del Norte, Kim Jong Un, dice que la reunificación coreana "ya no es posible" y pide a la Asamblea Popular Suprema que enmiende la constitución para reconocer formalmente a Corea del Sur como un país separado.

## Nacimientos
- 5 a. C.: Liu Xiu, emperador chino (f. 57).
- 1292: Juana II de Borgoña (Jeanne II de Bourgogne), 15 de enero de 1292 - 21 de enero de 1330), reina de Francia, esposa de Felipe V de Francia, hija de Oton IV, conde palatino de Borgoña, y de Mahaut de Artois;
- 1342: Felipe II de Borgoña, aristócrata francés (f. 1404).
- 1432: Alfonso V, el Africano, rey portugués (f. 1481).
- 1481: Ashikaga Yoshizumi, shogun japonés (n. 1511).
- 1538: Maeda Toshiie, general japonés (f. 1599).

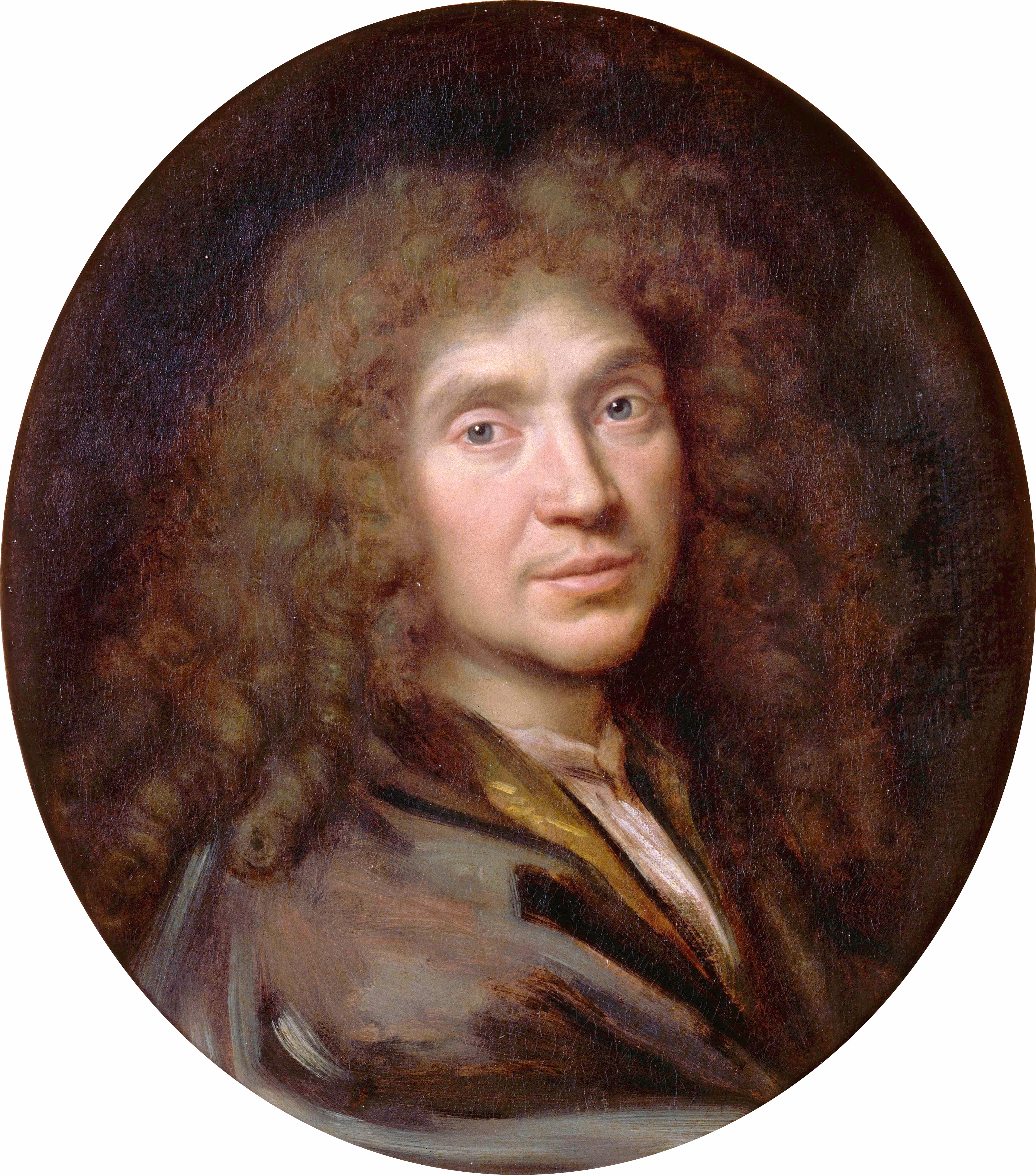
Molière.

- 1622: Molière, dramaturgo francés (f. 1673).
- 1747: John Aikin, doctor y escritor británico (f. 1822).
- 1759: Ramón Ortiz Otáñez, aristócrata español (f. 1843).
- 1780: Hipólito Bouchard, militar y corsario argentino nacido en Francia (f. 1837).
- 1785: William Prout, químico, físico y teólogo inglés (f. 1850).
- 1791: Franz Grillparzer, escritor austriaco (f. 1872).
- 1795: Alexandr Griboyédov, dramaturgo ruso (f. 1829).

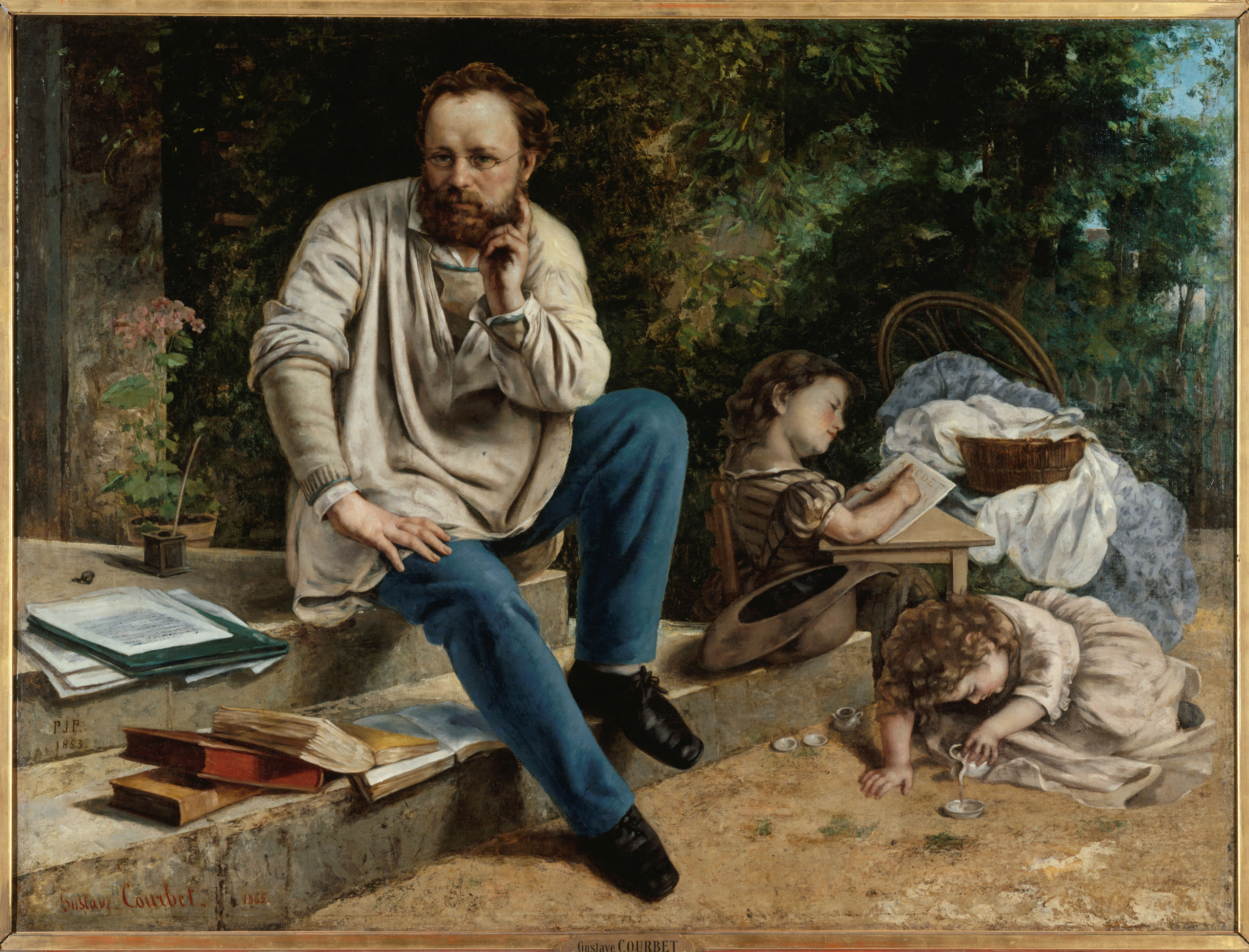
Pierre-Joseph Proudhon.

- 1809: Pierre-Joseph Proudhon, escritor, filósofo y teórico político anarquista francés (f. 1865).
- 1814: Pierre-Jules Hetzel, editor francés (f. 1886).
- 1824: Marie Duplessis, cortesana francesa, modelo de La dama de las camelias (f. 1847).
- 1842: Josef Breuer, fisiólogo y psicólogo austríaco (f. 1925).
- 1842: Paul Lafargue, médico y político francés (f. 1911).
- 1849: Ángel Ortiz Monasterio, marino y político mexicano (f. 1922).
- 1850: Mihai Eminescu, poeta rumano (f. 1889).
- 1850: Sofia Kovalévskaya, matemática rusa (f. 1891).
- 1858: Giovanni Segantini, pintor italiano (f. 1899).
- 1863: Wilhelm Marx, canciller alemán (f. 1946).
- 1866: Nathan Söderblom, arzobispo sueco, premio nobel de la paz en 1930 (f. 1931).
- 1869: Stanisław Wyspiański, dramaturgo polaco (f. 1907).
- 1872: Arsén Kotsóyev, poeta soviético (f. 1944).
- 1874: Fructuós Gelabert, fotógrafo español (f. 1955).
- 1875: Tom Burke, atleta estadounidense (f. 1929).
- 1877: Lewis Madison Terman, psicólogo estadounidense (f. 1956).
- 1878: André Georges Corap, militar francés (f. 1953).
- 1882: Margarita de Connaught, princesa sueca (f. 1920).
- 1882: Daniel Vázquez Díaz, pintor español (f. 1969).
- 1886: Jenő Károly, futbolista húngaro (f. 1936).
- 1887: Carmen Lyra (María Isabel Carvajal Quesada), escritora, pedagoga y política costarricense de izquierda (f. 1949).
- 1891: Osip Mandelstam, poeta ruso (f. 1938).
- 1893: Ivor Novello, actor y compositor galés (f. 1951).
- 1894: José Luis Bustamante y Rivero, diplomático y jurista peruano, presidente del Perú entre 1945 y 1948 (f. 1989).
- 1895: Artturi Ilmari Virtanen, científico finlandés, premio nobel de química en 1945 (f. 1973).
- 1896: Víctor de la Serna Espina, periodista español (f. 1958).
- 1897: Xu Zhimo, poeta y escritor chino (f. 1931).
- 1899: Floren Delbene, actor argentino (f. 1978).
- 1900: William Heinesen, escritor feroés (f. 1991).
- 1902: Mauro Núñez Cáceres, músico y charanguista boliviano (f. 1973).

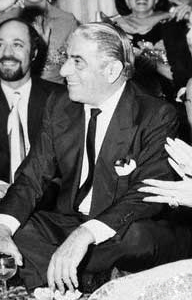
Aristóteles Onassis.

- 1906: Aristóteles Onassis, armador y multimillonario griego (f. 1975).
- 1908: Edward Teller, físico húngaro (f. 2003).
- 1909: Gene Krupa, baterista estadounidense (f. 1973).
- 1912: Michel Debré, político francés (f. 1996).
- 1913: Lloyd Bridges, actor estadounidense (f. 1998).
- 1914: Etty Hillesum, enfermera y escritora judía neerlandesa asesinada en Auschwitz (f. 1943).
- 1914: Hugh Trevor-Roper, historiador británico (f. 2003).
- 1914: Alberto Ullastres, político español (f. 2001).
- 1916: Hugh Gibb, baterista y director de orquesta británico, padre de los músicos británicos Barry, Robin, Maurice y Andy Gibb (f. 1992).
- 1918: Vicente de la Mata, futbolista argentino (f. 1980).
- 1918: João Baptista Figueiredo, militar brasileño, presidente de Brasil entre 1979 y 1985 (f. 1999).
- 1918: Gamal Abdel Nasser, militar y estadista egipcio, presidente de Egipto entre 1954 y 1970 (f. 1970).
- 1919: Maurice Herzog, montañista francés, el primero en ascender a un pico de más de 8000 m (el Annapurna) en 1950 (f. 2012).
- 1919: George Cadle Price, primer ministro beliceño (f. 2011).
- 1919: Augusto Ferrando, locutor de carrera hípica y animador peruano (f. 1999).
- 1920: María Fernanda Ibáñez, actriz mexicana (f. 1940).
- 1923: Lee Teng-hui, economista y político taiwanés, presidente de Taiwán entre 1988 y 2000 (f. 2020).
- 1924: Jean-Bertrand Pontalis, filósofo, psicoanalista y escritor francés (f. 2013, mismo día).
- 1925: Ignacio López Tarso, actor mexicano (f. 2023).
- 1926: Maria Schell, actriz austríaca (f. 2005).
- 1927: Armando Morales, pintor nicaragüense (f. 2011).

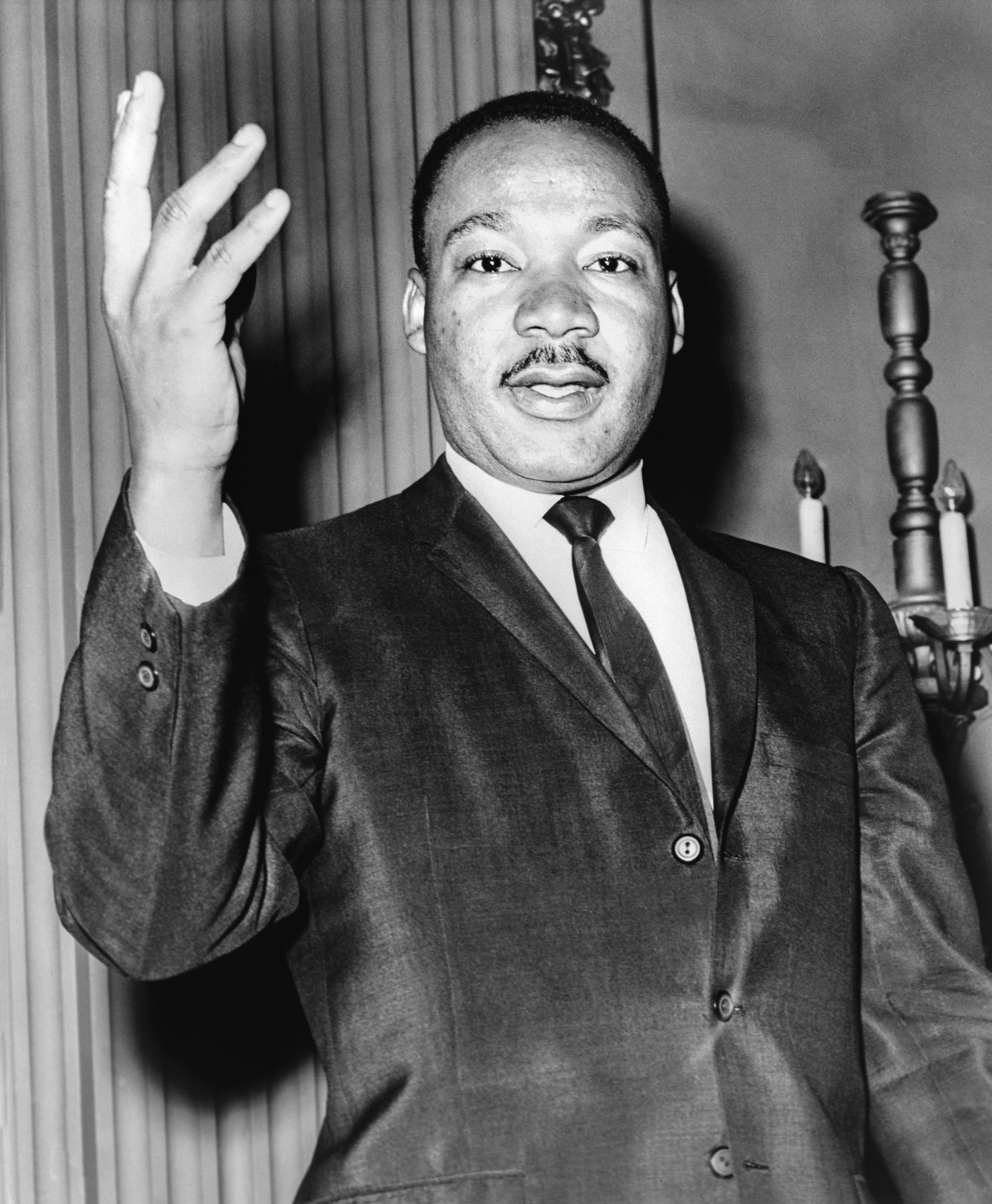
Martin Luther King.

- 1929: Martin Luther King, pastor bautista y activista estadounidense, premio Nobel de la Paz en 1964 (f. 1968).
- 1929: Faure Chomón, militar y revolucionario cubano (f. 2019).
- 1933: Patricia Blair, actriz estadounidense (f. 2013).

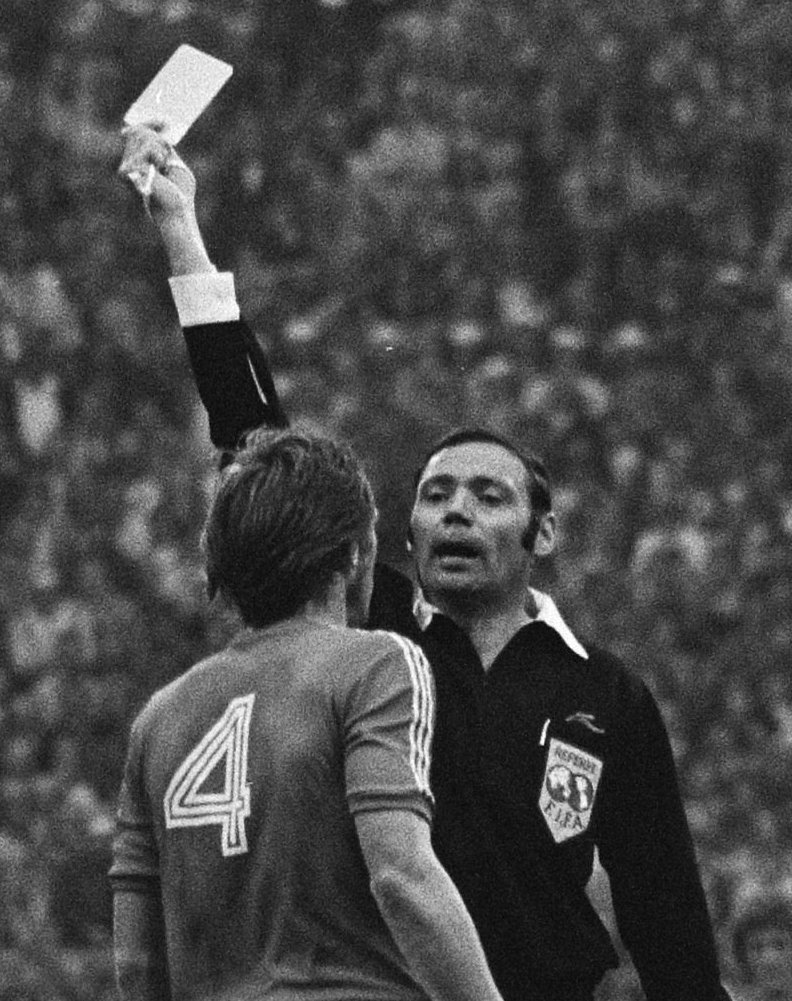
Werner Winsemann.

- 1933: Werner Winsemann, árbitro de fútbol canadiense.
- 1934: Leopoldo Flores, pintor mexicano (f. 2016).
- 1934: Mário de Araújo Cabral, piloto de automovilismo portugués (f. 2020).
- 1937: Margaret O'Brien, actriz estadounidense.
- 1937: Pepe Parada, actor, empresario y productor argentino (f. 2003).
- 1939: Gabriela Hernández, actriz chilena (f. 2023).
- 1939: Pérez Celis, artista plástico argentino (f. 2008).
- 1940: Luis Racionero, escritor español (f. 2020).
- 1941: Captain Beefheart, músico de rock y pintor estadounidense (f. 2010).
- 1943: Margaret Beckett, política británica.
- 1944: Francisco Anguita, geólogo y vulcanólogo español.
- 1945: María Antonia Iglesias, periodista española (f. 2014).
- 1947: Martin Chalfie, científico estadounidense, premio Nobel de Química 2008.
- 1947: Andrea Martin, actriz estadounidense.
- 1948: Alberto Cardín, activista y antropólogo español (f. 1992).
- 1949: Luis Alvarado, beisbolista portorriqueño (f. 2001).
- 1950: Marius Trésor, futbolista francés.
- 1951: Charo, guitarrista y cantante española.
- 1952: Skay Beilinson, guitarrista y cantante argentino.
- 1952: Boris Blank, músico suizo.
- 1953: Hugo Soto, actor y artista argentino (f. 1994).
- 1954: Rashad al-Alimi, político yemení, Presidente de Yemen desde 2022.
- 1955: Alberto Fernández Blanco, ciclista español (f. 1984).
- 1955: José Montilla, político español.
- 1955: Mayumi Tanaka, seiyū japonesa.
- 1956: María Zavala Valladares, jueza y política peruana.
- 1957: Mario Van Peebles, actor estadounidense.
- 1957: Tabaré Rivero, músico, actor, escritor uruguayo.
- 1958: Luis Pescetti, escritor, músico y cantautor argentino.
- 1958: Boris Tadić, presidente serbio.
- 1959: Jordi Bertomeu, director ejecutivo de Euroleague Basketball.
- 1964: Saúl Hernández, compositor, cantante y músico mexicano, de las bandas Caifanes y Jaguares.
- 1964: Wes Madiko, músico camerunés (f. 2021).
- 1965: Maurizio Fondriest, ciclista italiano.
- 1965: Bernard Hopkins, boxeador estadounidense.
- 1965: Adam Jones, músico estadounidense, de la banda Tool.

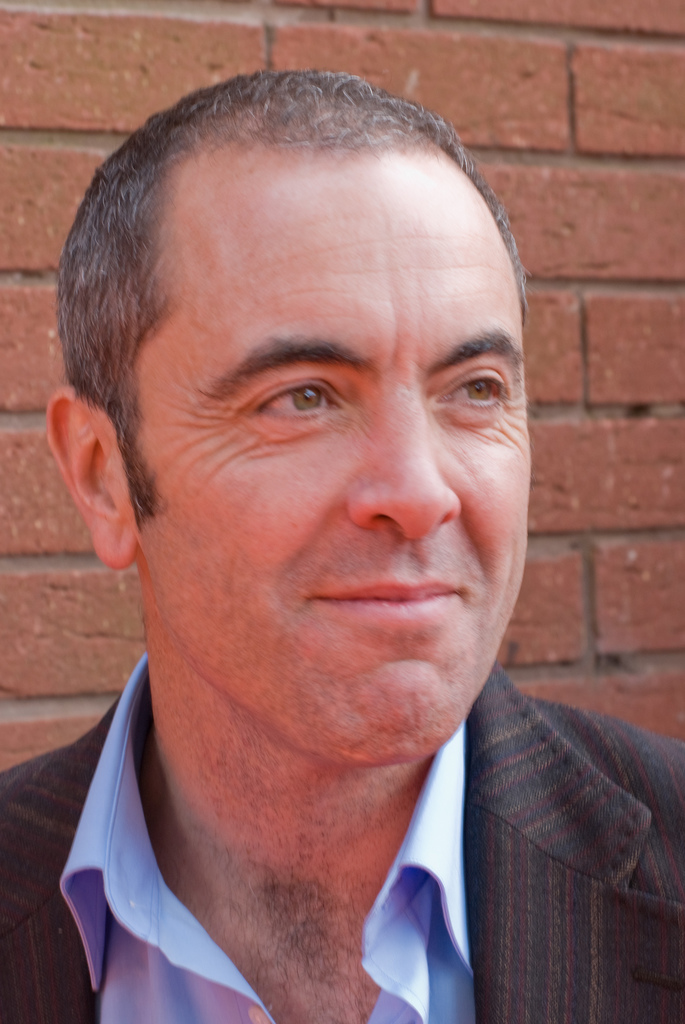
James Nesbitt.

- 1965: James Nesbitt, actor norirlandés.
- 1965: María San Gil, política española.
- 1966: Virginia Innocenti, actriz, autora y cantante argentina.
- 1968: Chad Lowe, actor estadounidense.
- 1968: Iñaki Urdangarin, balonmanista español.
- 1969: Viacheslav Gladkov, político soviético-ruso.
- 1969: Max Cachimba (Juan Pablo González), historietista y artista plástico argentino.
- 1969: Armando Alanís Pulido, poeta mexicano.
- 1970: Shane McMahon, ejecutivo y luchador profesional estadounidense.

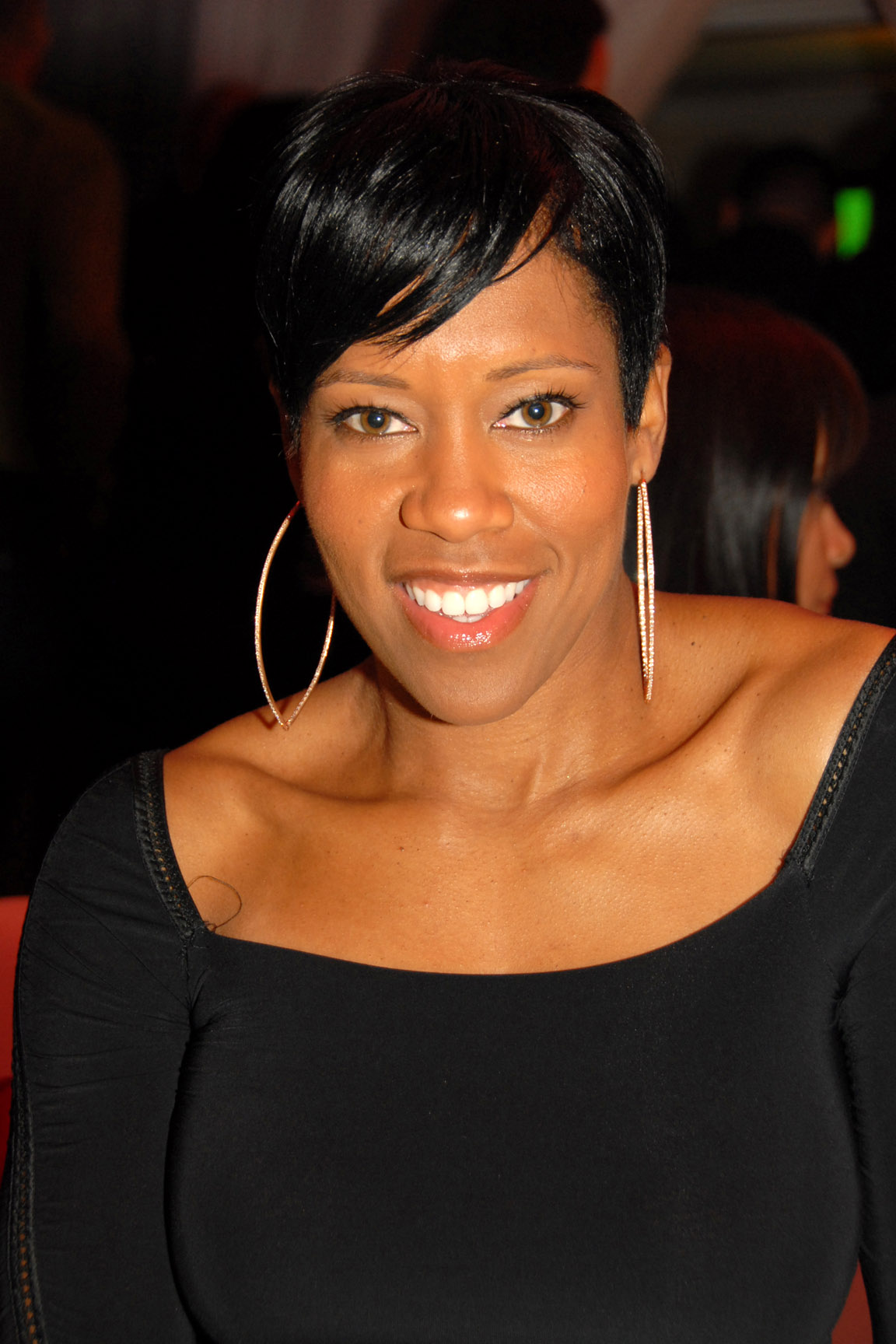
Regina King.

- 1971: Regina King, actriz estadounidense.
- 1973: Essam El-Hadary, futbolista egipcio.
- 1973: Tomáš Galásek, futbolista checo.
- 1973: Roberto Fresnedoso, futbolista y entrenador español.
- 1973: Miguel Joven, actor infantil español.
- 1974: Adam Ledwoń, futbolista polaco (f. 2008).
- 1975: Valerio Bertotto, futbolista italiano.
- 1975: Diego Lombardi, actor peruano.
- 1975: Mary Pierce, tenista canadiense expatriada en Francia.
- 1975: Anurak Srikerd, futbolista y entrenador tailandés.
- 1976: Andreas Klier, ciclista alemán.
- 1976: Virginia Tola, soprano argentina.
- 1976: Mamen Mendizábal, periodista y presentadora de televisión española.
- 1976: Kenya Mori, actriz uruguaya.
- 1977: Sara Cometti, esgrimidora italiana.
- 1977: Giorgia Meloni, política italiana.
- 1978: Eddie Cahill, actor estadounidense.
- 1978: Franco Pellizotti, ciclista italiano.
- 1978: Pablo Amo, futbolista español.
- 1978: Vandinho, futbolista brasileño.
- 1978: Jamie Clayton, actriz estadounidense.
- 1979: Drew Brees, jugador de fútbol americano estadounidense.
- 1979: Martin Petrov, futbolista búlgaro.
- 1979: Antonio Núñez Tena, futbolista español.
- 1979: Pedro Mairata Gual, futbolista español.
- 1979: Jonas Ljungblad, ciclista sueco.
- 1980: Lydia Rodríguez Fernández, cantautora española.
- 1980: Matt Holliday, beisbolista estadounidense.
- 1980: David Muñoz, cocinero español.

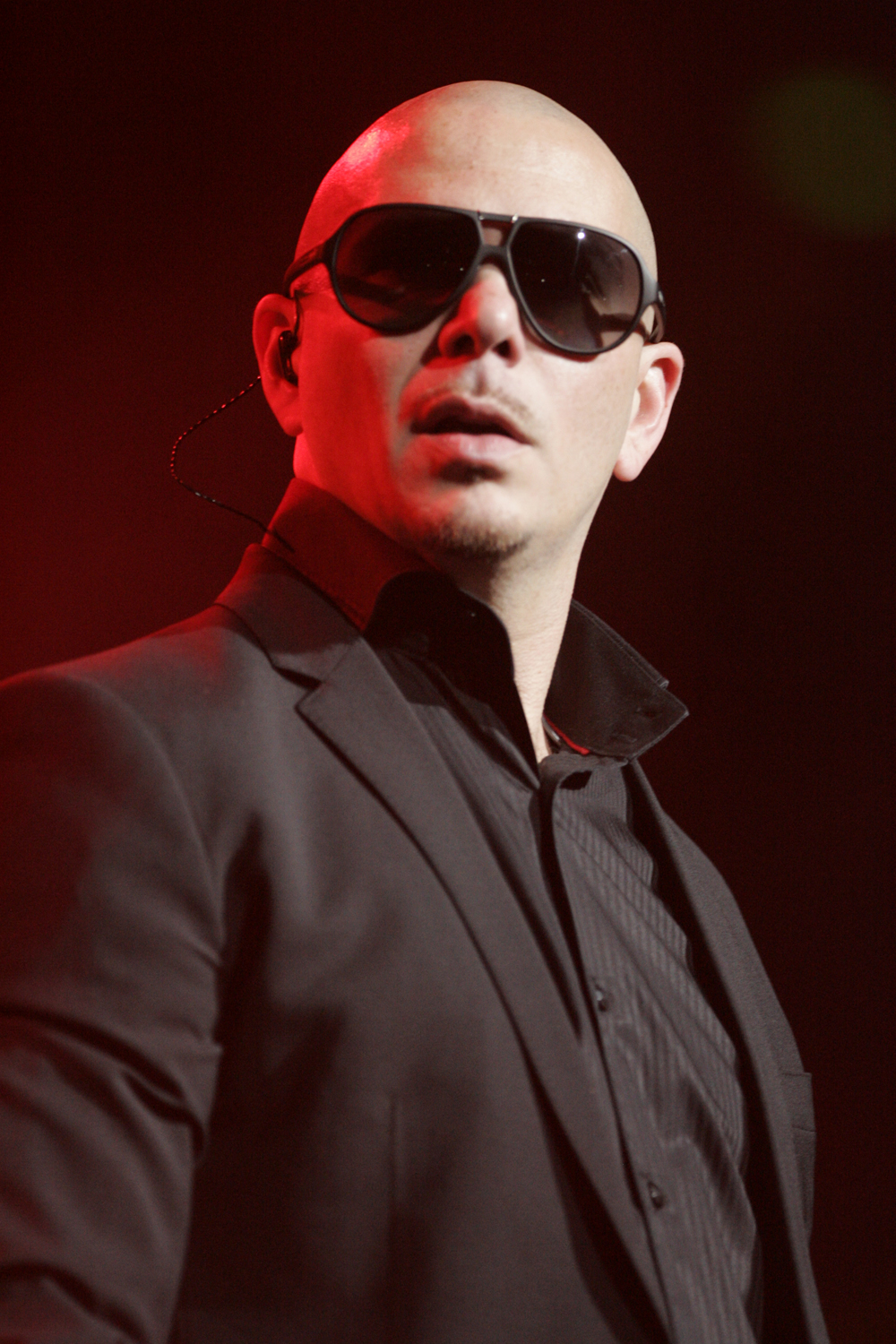
Pitbull.

- 1981: Pitbull (Armando Pérez Acosta), cantante, compositor y productor musical estadounidense.
- 1981: El Hadji Diouf, futbolista senegalés.
- 1981: Alexis Weisheim, futbolista argentino.
- 1981: Manuel Carrasco, cantante español.
- 1982: Armando Galarraga, beisbolista venezolano.
- 1982: Ángel Sánchez Martín, futbolista y entrenador español.
- 1982: Sun Xiang, futbolista chino.
- 1983: Jermaine Pennant, futbolista británico.
- 1983: Hugo Viana, futbolista portugués.
- 1983: Jerrod Laventure, futbolista estadounidense.
- 1983: Yang Zhi, futbolista chino.
- 1984: Drew Moor, futbolista estadounidense.
- 1984: Yvanilton de Almeida Costa, futbolista brasileño.
- 1984: Karoll Márquez, actor, cantante y modelo colombiano.
- 1985: René Adler, futbolista alemán.
- 1985: Kenneth Emil Petersen, futbolista danés.
- 1986: Cholponbek Esenkul Uulu, futbolista kirguís.

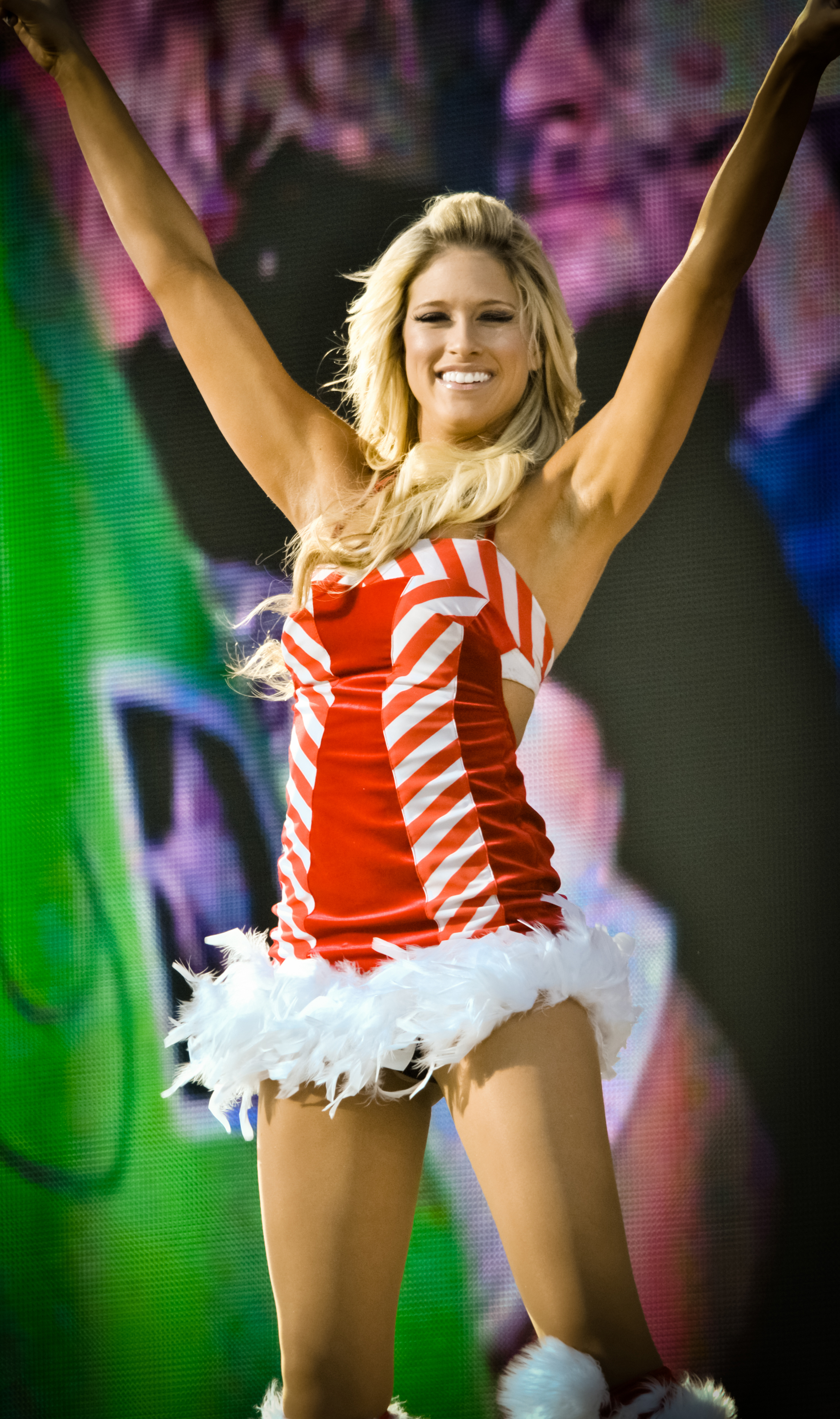
Kelly Kelly

- 1987: Kelly Kelly, luchadora profesional estadounidense.
- 1987: Michael Seater, actor canadiense.
- 1988: Darwin Atapuma, ciclista colombiano.
- 1988: Skrillex, productor estadounidense de música electrónica, de la banda From First to Last.
- 1989: Rednek, productor estadounidense de música bass.
- 1989: Martin Dúbravka, futbolista eslovaco.
- 1990: Chris Warren Jr., actor estadounidense.
- 1991: Marc Bartra, futbolista español.
- 1991: Kevin Malget, futbolista luxemburgués.
- 1992: Joël Veltman, futbolista neerlandés.
- 1992: Marcin Kamiński, futbolista polaco.
- 1992: Matúš Ruzinsky, futbolista eslovaco.
- 1992: Leonardo Sarto, rugbista italiano.
- 1993: Ben Gibson, futbolista británico.
- 1993: Amro Jenyat, futbolista sirio.
- 1994: Monika Jagaciak, modelo polaca.
- 1994: Myke Towers, cantante puertorriqueño.
- 1996: Romano Fenati, piloto de motociclismo italiano.

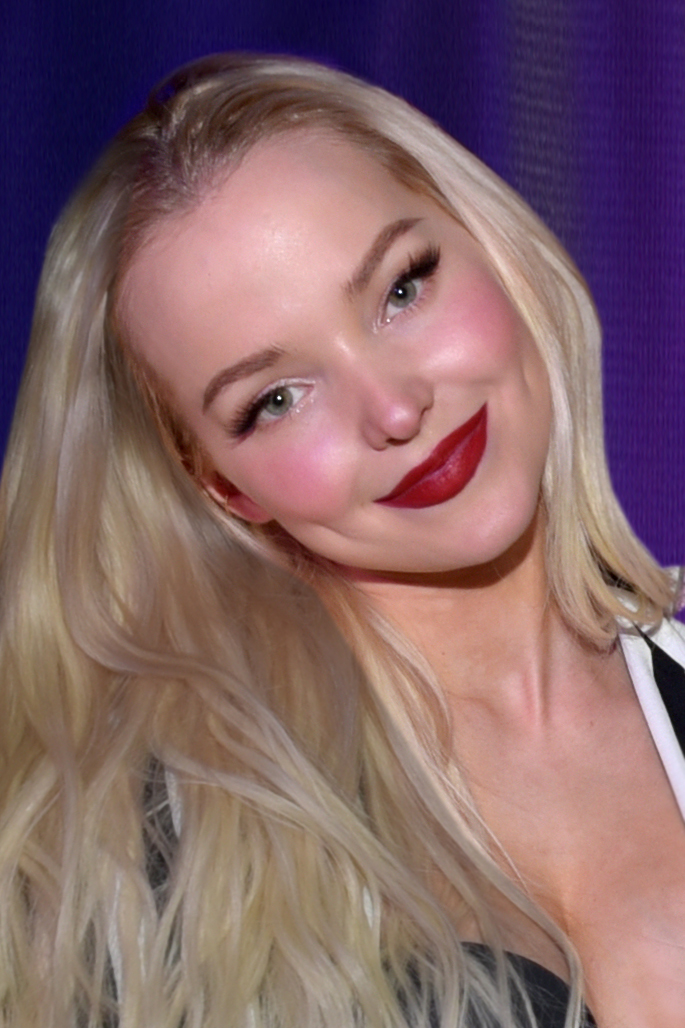
Dove Cameron

- 1996: Dove Cameron, actriz y cantante estadounidense.
- 1996: Sulayman Marreh, futbolista gambiano.
- 1996: Martin Setterberg, ciclista sueco.
- 1997: Valentina Zenere, actriz y cantante argentina.
- 1997: El Noba, cantante argentino (f. 2022).
- 1997: Athena Faris, actriz pornográfica y modelo erótica estadounidense.
- 1997: Alex Mae, actriz pornográfica estadounidense.
- 1997: Suhander Zúñiga, futbolista costarricense.
- 1997: Jordan Roland, baloncestista estadounidense.
- 1997: Abdulelah Al-Amri, futbolista saudí.
- 1998: Lidiya Zablotskaya, cantante bielorrusa.
- 1998: Ben Godfrey, futbolista inglés.
- 1998: Vladyslav Malykhin, atleta ucraniano.
- 1998: Stephen Odey, futbolista nigeriano.

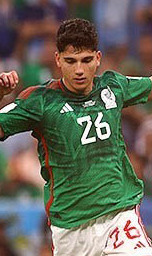
Kevin Álvarez

- Kevin Álvarez1998: Nemanja Stojić, futbolista serbio.
- 1999: Kevin Álvarez, futbolista mexicano.
- 1999: Demetris Demetriou, futbolista chipriota.
- 1999: Alex Chidiac, futbolista australiana.
- 1999: Kusini Yengi, futbolista australiano.
- 1999: Brayan Vera, futbolista colombiano.
- 1999: Miray Daner, actriz turca.
- 1999: Shu Mogi, futbolista japonés.
- 1999: Yasmin Liverpool, atleta británica.
- 1999: Álex Dos Santos, futbolista hispano-brasileño.
- 1999: Rodrigo Ruiz Díaz, futbolista paraguayo.
- 2000: Ikhsan Leonardo Imanuel Rumbay, jugador de bádminton indonesio.
- 2000: Maximiliano Guerrero, futbolista chileno.
- 2000: Imanol Machuca, futbolista argentino.
- 2000: Triston Casas, beisbolista estadounidense.
- 2001: Jorge Prado García, piloto de motocross español.
- 2001: Mathias Ross, futbolista danés.
- 2001: Iván Morante, futbolista español.
- 2002: Santiago Escallier, gimnasta argentino.
- 2002: Álex Blesa, futbolista español.
- 2003: Aleksander Buksa, futbolista polaco.
- 2003: Hồ Văn Cường, futbolista vietnamita.
- 2003: Peng Xuwei, nadadora china.
- 2004: Grace VanderWaal, cantautora estadounidense.
- 2004: Emre Demir, futbolista turco.
- 2004: Nicolò Turco, futbolista italiano.
- 2005: Juan Macías, futbolista ecuatoriano.
- 2005: Lucas Noubi, futbolista belga.

## Fallecimientos

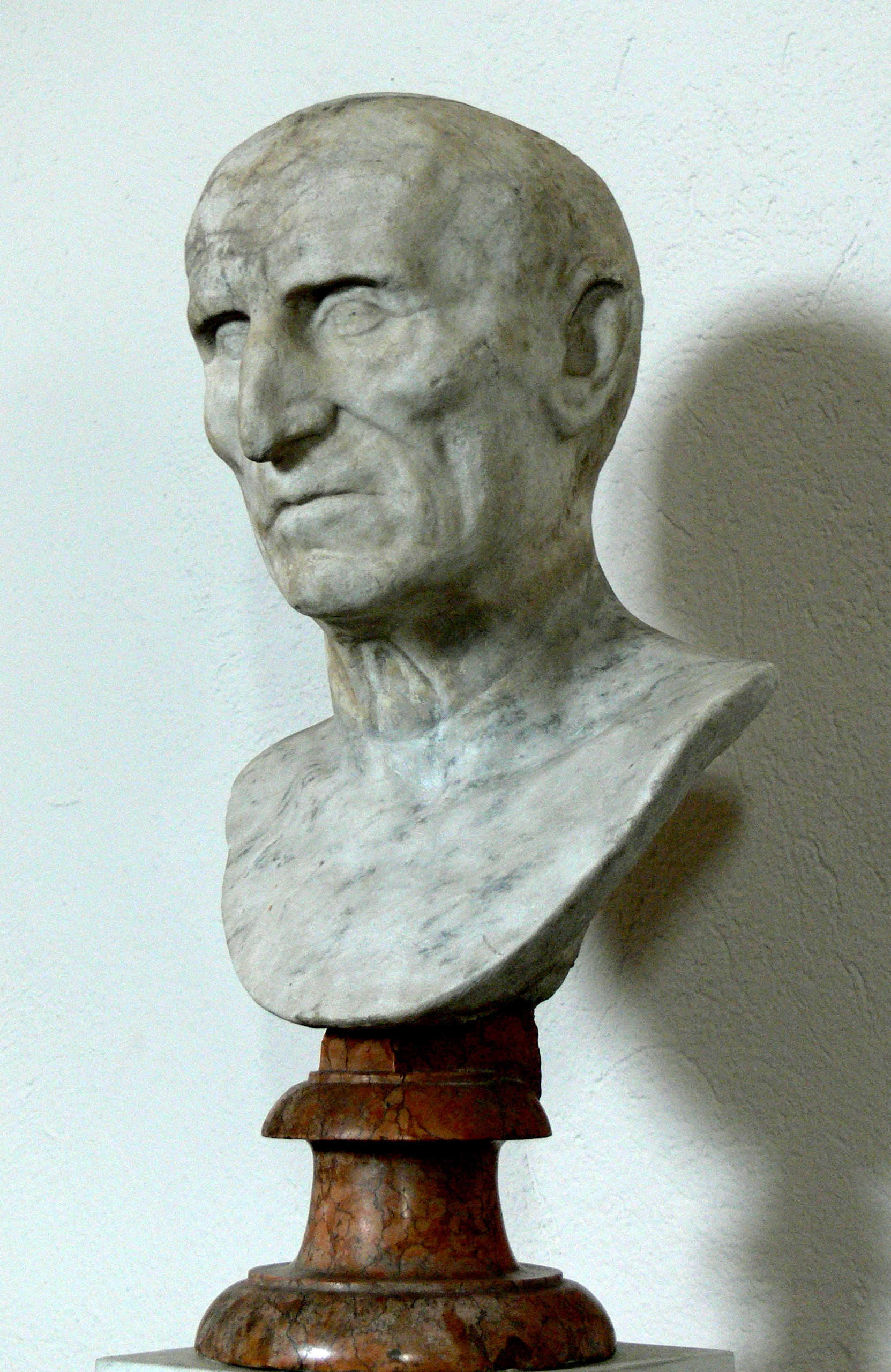
Galba.

- 69: Servio Sulpicio Galba, emperador romano (n. 3 a. C.).
- 570: Íte de Killeedy, monja y santa irlandesa (n. 475).
- 936: Raúl I, rey francés (n. 890).
- 1149: Berenguela de Barcelona, reina consorte de León (n. 1116).
- 1208: Pierre de Castelnau, legado pontificio francés (n. ?).

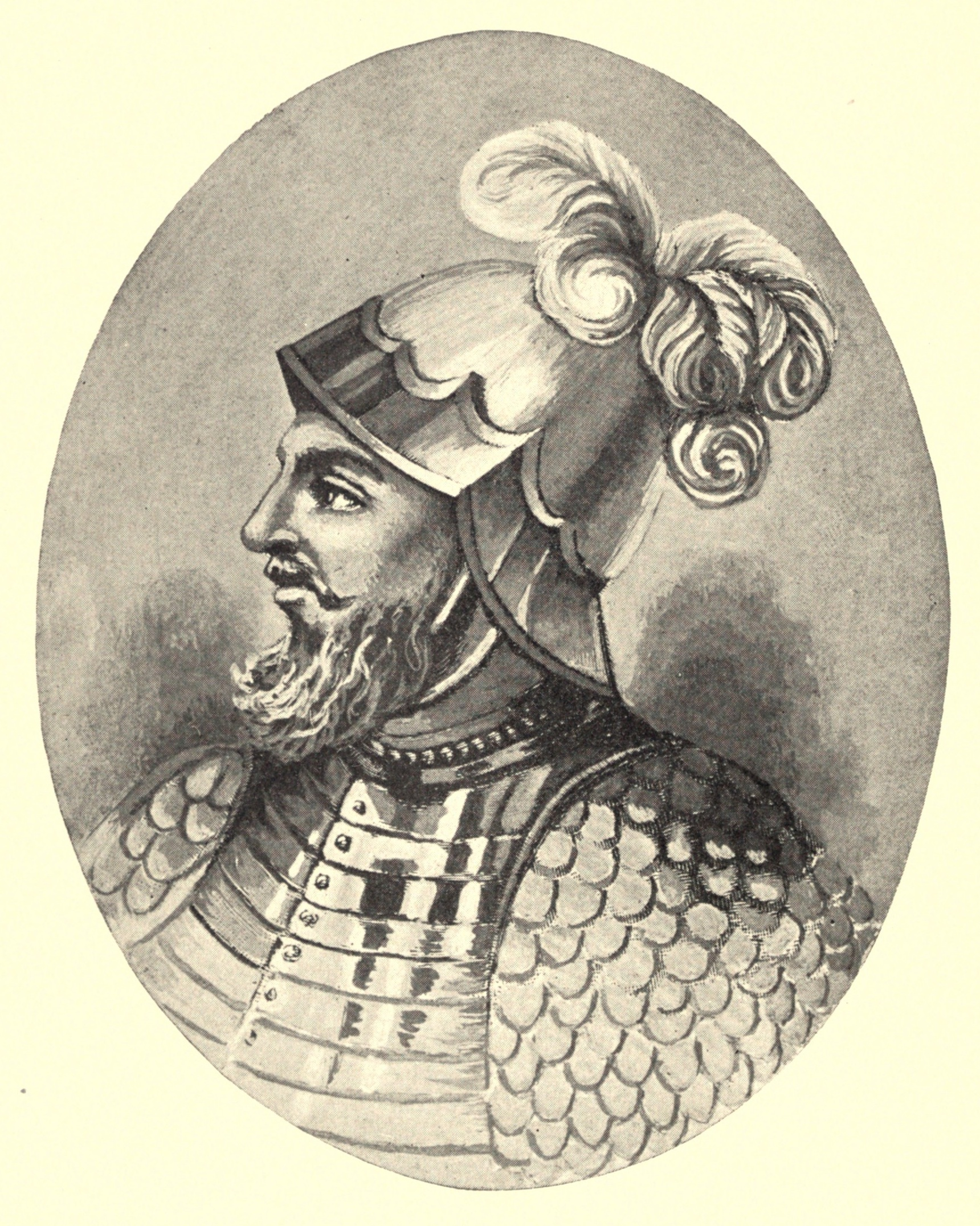
Vasco Núñez de Balboa.

- 1519: Vasco Núñez de Balboa, explorador español (n. 1475).
- 1595: Murat III, sultán otomano (n. 1546).
- 1597: Juan de Herrera, arquitecto español, autor junto a Juan Bautista de Toledo del Monasterio de El Escorial (n. 1530).
- 1568: Catherine Carey, aristócrata inglesa, primera hija de María Bolena y William Carey (n. 1524).
- 1623: Paolo Sarpi, escritor y religioso veneciano (n. 1552).
- 1775: Giovanni Battista Sammartini, compositor italiano (n. 1700 o 1701).
- 1781: Tomás Katari (40), líder quechua (n. 1740).
- 1788: Gaetano Latilla, compositor italiano (n. 1711).
- 1790: John Landen, matemático y teórico inglés (n. 1719).
- 1801: Matvéi Plátov, militar ruso (n. 1753).
- 1804: Dru Drury, entomólogo británico (n. 1725).
- 1835: Teresa Cabarrús, revolucionaria española (n. 1773).
- 1855: Henri Braconnot, químico y farmacéutico francés (n. 1780).
- 1859: José María Raygada, militar y político peruano (n. 1795).
- 1865: Edward Everett, político estadounidense (n. 1794).
- 1879: Daniel Delgado París, militar y político colombiano (n. 1838).
- 1896: Mathew B. Brady, fotógrafo estadounidense (n. 1823).
- 1909: Arnoldo Janssen, religioso católico alemán, fundador de la Congregación del Verbo Divino (n. 1837).
- 1909: Ernest Reyer, compositor francés (n. 1823)
- 1911: Carolina Coronado, poetisa española (n. 1821).
- 1916: Modest Ilich Chaikovski, dramaturgo, libretista de ópera y traductor ruso (n. 1850).
- 1919: Karl Liebknecht, dirigente socialista alemán (n. 1871).

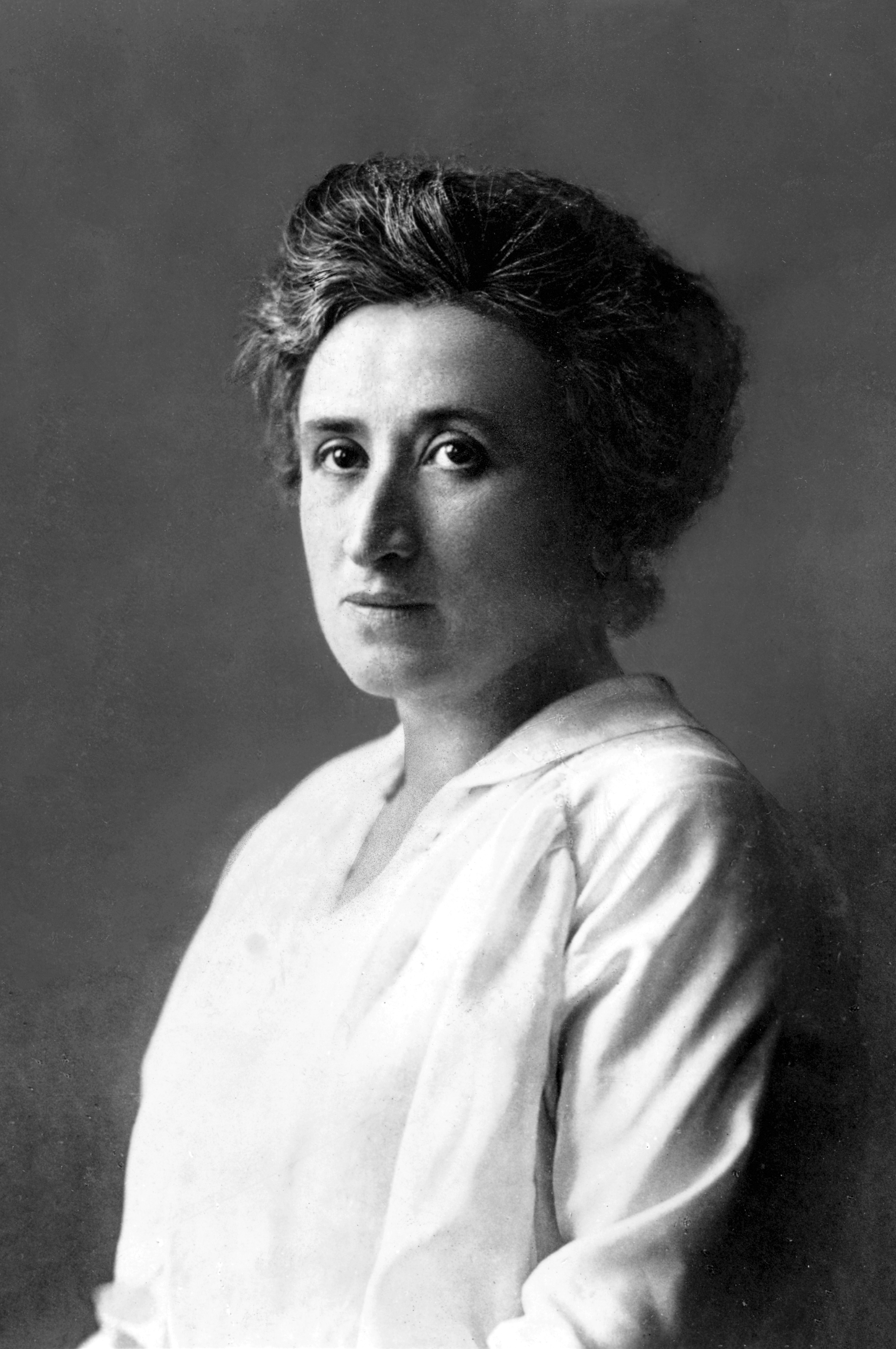
Rosa Luxemburgo.

- 1919: Rosa Luxemburgo, revolucionaria alemana (n. 1870).
- 1919: Fidel Cano Gutiérrez, periodista colombiano (n. 1854).
- 1926: Enrico Toselli, compositor italiano (n. 1883).
- 1931: Erik Leonard Ekman, botánico y explorador sueco (n. 1883).
- 1944: Zinaída Portnova, partisana soviética, Heroína de la Unión Soviética (n. 1926).
- 1945 (fecha aproximada): Richard Fall, director de orquesta y compositor checo (n. 1882).
- 1947: Elizabeth Short, la Dalia Negra (n. 1924).
- 1948: Ralph Nelson Elliott, economista estadounidense (n. 1871).
- 1949: Lu Cheng-hsiang,  diplomático, político y sacerdote católico chino (n.1871).
- 1950: Henry Hap Arnold, general estadounidense (n. 1886).
- 1950: Petre Dumitrescu, militar rumano (n. 1882).
- 1951: Rafael L. Hernández, abogado y político mexicano (n. 1877).
- 1955: Yves Tanguy, pintor surrealista francés (n. 1900).
- 1956: Bartolomé Pérez Casas, compositor español (n. 1873).
- 1960: J. Scott Smart, actor estadounidense (n. 1902).
- 1964: Jack Teagarden, trombonista y cantante de jazz, estadounidense (n. 1905).
- 1970: Azucena Maizani, cantante y tanguera argentina (n. 1902).
- 1970: Leonel Rugama, seminarista, poeta y guerrillero nicaragüense (n. 1949).
- 1974: Ruth Berlau, actriz y director de teatro, danesa (n. 1906).
- 1976: Higinio Ruvalcaba, violinista y compositor mexicano (n. 1905).
- 1981: Graham Whitehead, piloto británico de automovilismo (n. 1922).
- 1983: Meyer Lansky, mafioso judío-estadounidense (n. 1902).
- 1984: Fazıl Küçük, político chipriota (n. 1906).
- 1985: Salvador Cardona, ciclista español (n. 1901).
- 1987: Ray Bolger, actor, cantante y bailarín estadounidense (n. 1904).
- 1988: Seán MacBride, político irlandés, premio Nobel de la Paz en 1974 (n. 1904).
- 1990: Gordon Jackson, actor británico (n. 1923).
- 1992: Manuel Broseta, político español asesinado por ETA (n. 1932).
- 1993: Sammy Cahn, cantautor estadounidense (n. 1913).
- 1993: Pedro Masaveu Peterson, empresario y financiero español (n. 1939).
- 1994: Georges Cziffra, pianista húngaro-francés (n. 1921).

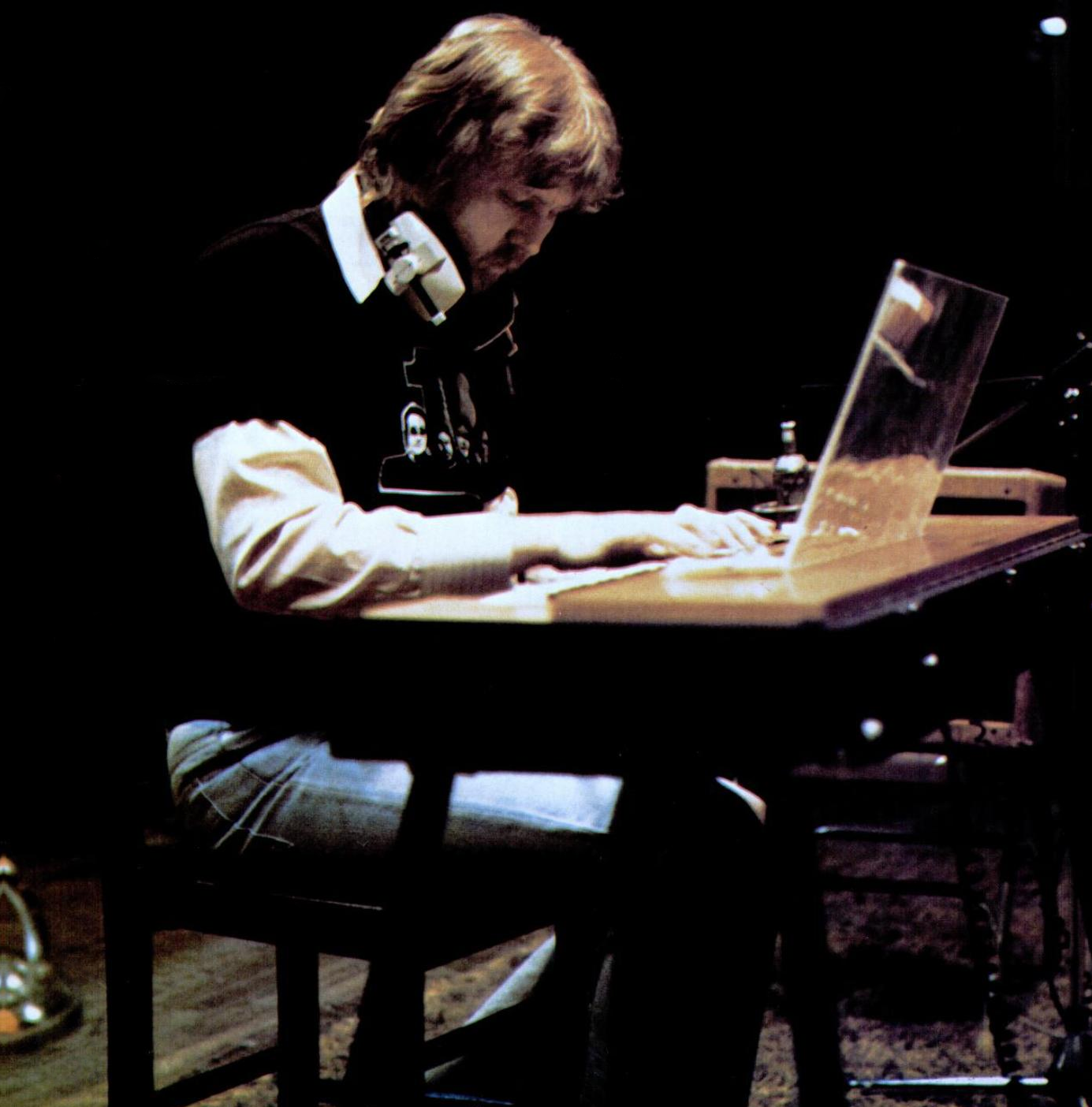
Harry Nilsson.

- 1994: Harry Nilsson, músico estadounidense (n. 1941).
- 1996: Moshoeshoe II, jefe supremo de Lesoto (n. 1938).
- 1998: Gulzarilal Nanda, economista y político indio (n. 1898).
- 1998: Junior Wells, músico estadounidense (n. 1934).
- 2000: Arkan (Željko Ražnatović), dirigente paramilitar serbio (n. 1952).
- 2002: Lucho Argain (Luis Pérez Cedrón), compositor y cantante colombiano naturalizado mexicano (n. 1927)
- 2003: Eduardo Alquinta, músico chileno de la banda Los Jaivas (n. 1945).
- 2003: Luis Enrique Bracamontes, ingeniero y político mexicano (n. 1923).
- 2003: Jeanette Campbell, nadadora argentina (n. 1916).
- 2003: Ernesto Foldats, botánico, biólogo, orquideólogo venezolano-letón (n. 1925).
- 2004: Valfar, cantante noruego, de la banda Windir (n. 1978).
- 2005: Victoria de los Ángeles, soprano española (n. 1923).
- 2006: Jaber Al-Ahmad Al-Jaber Al-Sabah, emir kuwaití (n. 1926).
- 2007: Awad Hamed al-Bandar, exjuez de la corte revolucionaria iraquí (n. 1945).
- 2007: Barzan Ibrahim al-Tikriti, exjefe de inteligencia iraquí, medio hermano de Sadam Huseín (n. 1951).
- 2007: David Vanole, futbolista estadounidense (n. 1963).
- 2007: Bo Yibo, político chino (n. 1908).
- 2008: Brad Renfro, actor estadounidense (n. 1982).
- 2009: Lincoln Verduga Loor, periodista y político ecuatoriano (n. 1917).
- 2010:
  - José Juste, militar español (n. 1918).
  - Marshall Warren Nirenberg, bioquímico y genetista estadounidense, premio Nobel de Fisiología o Medicina (n. 1927).
- 2011: Sun Axelsson, escritora y peridiodista sueca (n. 1935).
- 2011: Nat Lofthouse, futbolista británico (n. 1925).
- 2011: Susannah York, actriz británica (n. 1939).

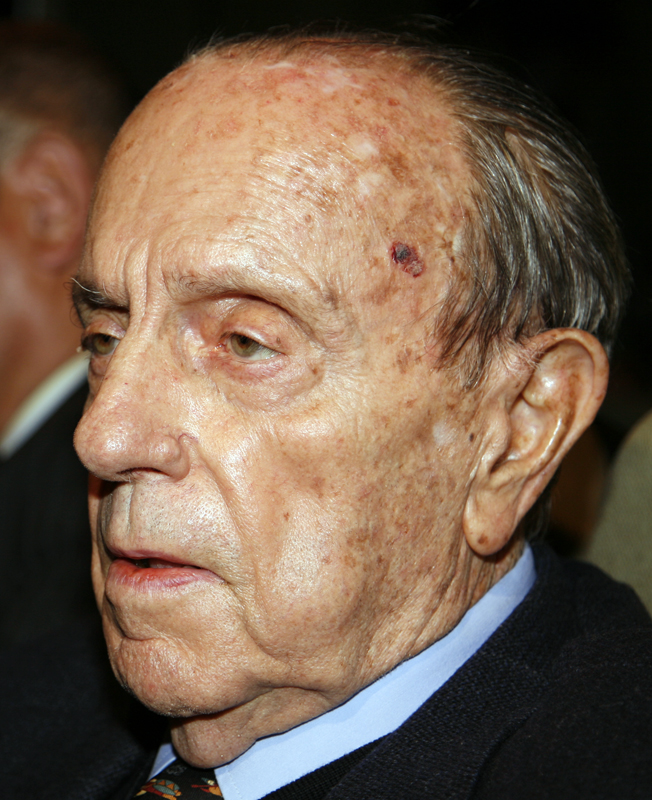
Manuel Fraga

- 2012: Manuel Fraga, político, diplomático y profesor español de Derecho (n. 1922).
- 2013:
  - Juan José Catalán, abogado y político argentino (n. 1932).
  - Jean-Bertrand Pontalis, filósofo, psicoanalista y escritor francés (n. 1924, mismo día).
- 2014: John Dobson, divulgador estadounidense de la astronomía amateur, inventor del telescopio Dobson (n. 1915).
- 2014: Roger Lloyd-Pack, actor británico (n. 1944).
- 2014: Fernando Jaramillo Paredes, músico colombiano, director de la orquesta Los Tupamaros (n. 1951).
- 2017: Isidro Baldenegro, líder ecologista mexicano (n. 1966).

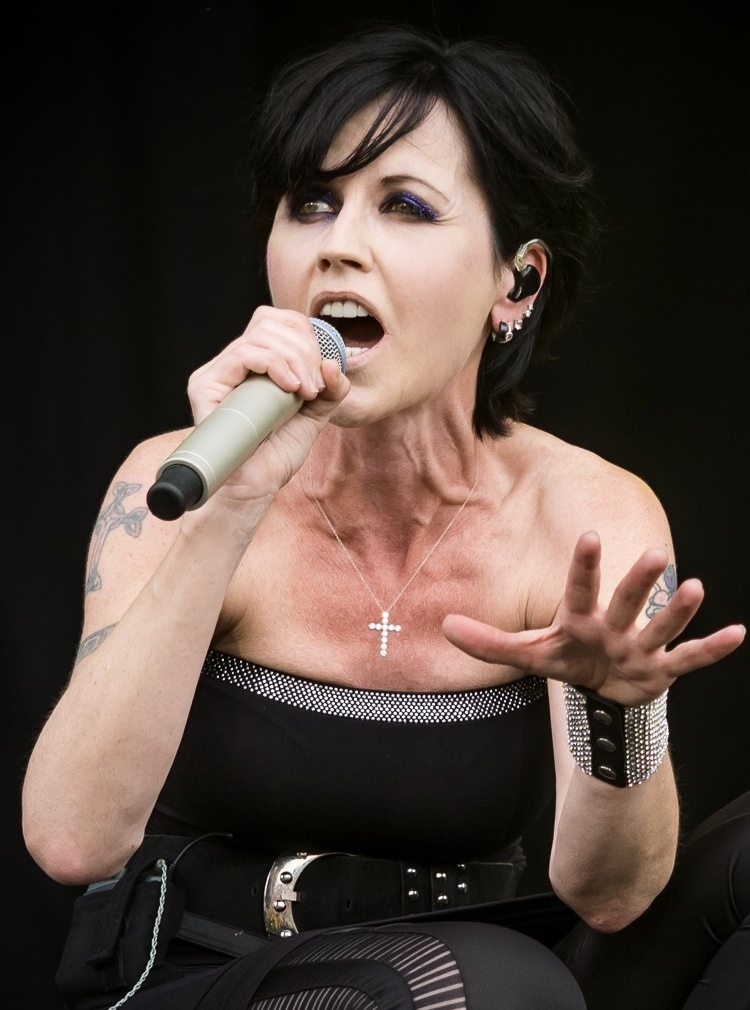
Dolores O'Riordan

- 2018: Dolores O'Riordan, cantante irlandesa del grupo The Cranberries. (n.1971).
- 2018: Mathilde Krim, investigadora médica estadounidense (n. 1926).
- 2018: Óscar Alberto Pérez, actor, policía y disidente venezolano (n. 1981).
- 2019: Carol Channing, actriz y cantante estadounidense (n. 1921).
- 2021: Gerardo Malla, actor y director de teatro español.
- 2023: Gáspár Miklós Tamás, filósofo húngaro (n. 1948).
- 2024: Sossio Giametta, filósofo, traductor, periodista y novelista italiano (n. 1929).
- 2025: Rosny Smarth, político haitiano (n. 1940).
- 2025: David Lynch, director de cine estadounidense (n. 1946).

## Celebraciones
- Aniversario de la Wikipedia.
La versión en inglés de la Wikipedia, la enciclopedia libre, fue creada el 15 de enero de 2001 por Jimmy Wales y Larry Sanger, y es la mayor y más popular obra de consulta en Internet.
La versión en español se inició el 20 de mayo de 2001.
Fundación: 15 de enero de 2001 (24 años).

- Día Mundial del Bagel.[6]
Es un pan redondo, con un agujero en el centro. Crujiente en el exterior. Por encima lleva condimentos y dentro se le pone, queso para untar y algún tipo de ahumado. Es de origen polaco, pero es una comida icónica de Nueva York.

 Por países
(Por orden alfabético)
- Argentina: 
  -  Misiones: 
    - Día del Agente Sanitario Misionero.[7]
    - Día Provincial del Promotor de Salud.

- Belice:
  - Día de George Price.[8]
(en inglés: George Price Day).

- Bolivia: 
  - Días Nacional del Charango. En conmemoración al nacimiento del maestro chuquisaqueño Mauro Núñez. El charango es un instrumento de cuerda autóctono de Bolivia y la Región Andina sudamericana.

- Chile: 
  - Día del Melón con Vino. Conocido como “Melvin”, es un cóctel preparado con un melón entero, vino blanco y azúcar.

- Corea del Norte: 
  - Día del Alfabeto Coreano.

- Cuba: 
  - Día de la Ciencia Cubana.

- Estados Unidos: 
  - Día del Sombrero.
(en inglés: National Hat Day).
  - Día del Helado de Fresa.
(en inglés: National Strawberry Ice Cream Day).
  - Día del Jugo Fresco Exprimido.
(en inglés: National Fresh Squeezed Juice Day).
  - Día Nacional de los Baches.
(en inglés: National Pothole Day).

- India:
  - Sabarimala (estado de Kerala): Makaravilakku o «Mákara Sankranti».
  - Jallikattu.
  - Tamil Nadu: Pongal (en 2007).

- Malaui: 
  - Día de John Chilembwe.

- México: 
  - Día del Compositor. En homenaje al 15 de enero de 1945 (hace 80 años) que se funda la Sociedad de Autores y Compositores de México (SACM), con el fin de reconocer los Derechos de Autor.

- Nigeria: 
  - Día de Remembranza de las Fuerzas Armadas.

- Venezuela: 
  - Día del Maestro.

Antiguas
- Imperio Romano: 
  - Segundo Día de la Carmentalia, en honor de Carmenta.

### Santoral católico
- Nuestra Señora de Banneux

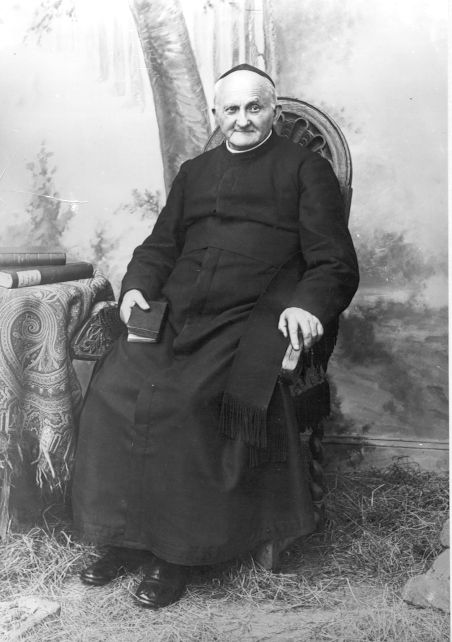
San Arnoldo Janssen, fundador de la Congregación del Verbo Divino, (Misioneros del Verbo Divino).

- Santa Secundina de Anagni, virgen y mártir.
- San Juan Calibita (s. V).
- Santa Ita de Hibernia,[9] virgen y fundadora (570).
- San Probo de Rieti, obispo (c. 570).
- San Mauro de Glanfeuil, abad (s. VI/VII).
- Santa Tarsicia de Rodez, virgen y mártir (s. VI/VII).
- San Ableberto o Emeberto de Hamme, obispo (c. 645).
- San Malardo de Chartres, obispo (c. 650).
- Beato Romedio de Thaur, anacoreta (c. s. VIII).
- San Bonito de Clermont, obispo (c. 710).
- San Arsenio de Armo, eremita (904).
- Beato Pedro de Castalnau, presbítero y mártir (1208).
- Beato Jacobo el Limosnero (c. siglo XIII).
- Beato Ángel de Gualdo Tadino, eremita (1325).
- San Francisco Fernández de Capillas, presbítero y mártir (1648).
- San Arnoldo Janssen, presbítero (1909).[10](imagen ilustrativa).
- Beato Luis Variara, misionero (1923)
- Beato Nicolás Gross, mártir (1945).

 Por países
(Por orden alfabético)
- Guatemala: 
  - Día del Cristo Negro de Esquipulas.

- Perú: 
  - Fiesta del Niño Dulce Nombre de Jesús. También conocida como Fiesta del Niño Perdido en Huancavelica, es una fiesta Patronal de la Virgen Belenita en Huaraz, del 15 al 31 de enero.